# Bernhard Baatz
Bernhard Baatz (19 novembre 1910 à Dörnitz - 26 avril 1978) est SS-Obersturmbannführer allemand, chef des unités IV D 2 et IV D 4 de l'office central de la sécurité du Reich, chef de l'Einsatzkommando 1a et commandant de la police de sécurité et du SD en Estonie.

## Biographie
Baatz naît en 1910 à Dörnitz. Il suit ses études à Graudenz, Dessau, Halle et Iéna, où il étudie le droit. Le 1er mars 1932, il devient membre du NSDAP et entre le 1er juillet 1932 dans la SS.
De septembre à novembre 1939, il est affecté à l’état major de l’Einsatzgruppe IV dans le cadre de l’opération Tannenberg en Pologne.
Il revient à Berlin et entre dans le RSHA où il travaille dans la section des affaires polonaises jusqu’en juin 1940, puis aux affaires des territoires nouvellement conquis à l’ouest (France, Belgique, Alsace, Lorraine, Belgique, Pays-Bas, Norvège...). Il est ensuite nommé SS-Sturmbannführer. Puis, toujours au RSHA, il passe au service des travailleurs étrangers dans le Reich. Le 1er août 1943, Baatz est nommé commandant de l’Einsatzkommando 1a (EK 1) chargé de liquider tous les éléments hostiles et raciaux inférieurs en Estonie. En octobre 1944, il est nommé KdS dans les Sudètes et s’installe à Reichenberg.
Après la guerre, il n’est pas inquiété et devient directeur de la firme de construction Mannesmann à Duisbourg. Il n’est arrêté que le 26 juin 1967 et emprisonné dans la prison de Moabit à Berlin. Il est accusé d’avoir assassiné sans jugements 240 travailleurs forcés polonais. Mis en jugement, il est relaxé le 20 mai 1969 à la suite de complexes arcanes judiciaires. Il meurt le 26 avril 1978.